# Highland Haven
La ville américaine de Highland Haven est située dans le comté de Burnet, dans l’État du Texas. Sa population s’élevait à 431 habitants lors du recensement de 2010.

## Source
- (en) Cet article est partiellement ou en totalité issu de l’article de Wikipédia en anglais intitulé « Highland Haven, Texas » (voir la liste des auteurs).